# Aeroportul Leribe
Aeroportul Leribe (IATA: LRB, ICAO: FXLR) este un aeroport din Districtul Leribe, Lesotho ce deservește zona Hlotse.
Situat la o altitudine de 1.631 m, aeroportul dispune de o singură pistă.